# Charles-Henri Bonfils
Pour les articles homonymes, voir Bonfils.
Charles-Henri Bonfils, né le 6 mai 1908 à Sète, et mort le 31 janvier 2001 à Sceaux, est un administrateur colonial français. 

## Biographie
Après avoir occupé divers postes en Indochine, il fut gouverneur du Dahomey de 1951 à 1955, succédant à Claude Valluy, remplacé à cette date par Casimir Marc Biros. Il sera ensuite gouverneur de Guinée de 1955 à 1956.